# Phacellocerina limosa
Phacellocerina limosa là một loài bọ cánh cứng trong họ Cerambycidae.